# Ryssby-Åby pastorat
Ryssby-Åby pastorat är ett pastorat i Kalmar-Ölands kontrakt i stiftet Växjö stift i Svenska kyrkan. Pastoratet omfattar församlingar i Kalmar kommun i Kalmar län.
Pastoratskoden är 061303.
Pastoratet bildades 1977 och omfattar följande församlingar:
- Ryssby församling
- Åby församling